# Shinjuku (stacja kolejowa)
Shinjuku (jap. 新宿駅 Shinjuku-eki) – kompleks obejmujący: najbardziej ruchliwy dworzec kolejowy na świecie, zbiór kolejowych stacji satelitarnych i metra, domy towarowe, centra handlowe, restauracje. Obiekty te są połączone przejściami nadziemnymi i podziemnymi, wypełnionymi sklepami. Znajduje się w centrum tokijskiego okręgu specjalnego Shinjuku-ku.

## Opis
Stacja Shinjuku znajduje się w samym sercu jednej z najciekawszych dzielnic Tokio, na skrzyżowaniu różnych dzielnic: na zachodzie Nishi-Shinjuku, centrum biznesowe i administracyjne, na wschodzie Higashi-Shinjuku ze sklepami i życiem nocnym, na północnym wschodzie Kabuki-chō i Golden Gai poświęcone życiu nocnemu i rozrywce.
Operatorem głównej stacji jest East Japan Railway Company (znana jako JR East), dlatego o stacji mówi się często „stacja JR Shinjuku”. Kompleks obsługuje:
- linie JR: JR Yamanote Line, JR Chuo-Sobu Line, JR Chuo Main Line, JR Shonan-Shinjuku Line, JR Saikyo Line;
- inne linie: Odakyu Odawara Line (Odakyū), Keio Line;
- linie metra: Tokyo Metro Marunouchi Line, Toei Oedo Line, Toei Shinjuku[2].

Obok kompleksu kolejowego znajduje się nowy (otwarty w 2016 r.) terminal autobusowy Shinjuku Expressway Bus Terminal (Basuta Shinjuku), oferujący tanie, dalekobieżne połączenia z miastami na Honshū, Kyūshū i Shikoku. Terminal konsoliduje prawie 20 poprzednich terminali autobusowych w Shinjuku.

## Układ przestrzenny
Dworzec jest złożony z kompleksu głównego, należącego do kolei JR東日本 JR Higashi Nihon (układ przelotowy) oraz z dwóch dworców czołowych kolei prywatnych Odakyū i Keiō, sąsiadujących z kompleksem JR od zachodu. Dworzec kolei prywatnej Seibu, który nie należy do kompleksu dworca Shinjuku, ale położony jest blisko niego (ok. 400 m), stanowi osobny zespół połączony podziemnymi pasażami usługowymi.
Układ dworca JR:
- Poziom +1 (oznaczony jako 2F): galeria usługowo-kasowa, przejście ogólnodostępne;
- Poziom 0 (oznaczony jako 1F): 7 peronów wyspowych (14 krawędzi peronowych);
- Poziom -1 (oznaczony jako B1F): powierzchnia usługowo-kasowa, halle kasowo-recepcyjne po obu stronach dworca.

Od północy poprzecznie w stosunku do peronów znajduje się stacja metra linii 丸ノ内 Marunouchi:
- Poziom -1 (B1F, lekko zagłębiony): westybul nad stacją;
- Poziom -2 (B2F): peron wyspowy stacji.

Układ dworca 小田急電鉄 Odakyū Dentetsu:
- Poziom +1 (oznaczony jako 2F): galeria poprzeczna z usługami i kasami, przedłużenie galerii znad dworca JR;
- Poziom 0 (oznaczony jako 1F): górna hala peronowa na 3 tory ślepe, pośrodku „peron dwukrawędziowy”;
- Poziom -1 (oznaczony jako B1F): dolna hala peronowa na 2 tory ślepe, „perony dwukrawędziowe”; jest to poziom ulic od północnego zachodu dworca.

Nad poziomem +1 wznosi się własny dom towarowy kolei.
Układ dworca 京王電鉄 Keiō Dentetsu:
- Poziom -1 (oznaczony jako B1F): hall wejściowy, kasy, pasaże ogólnodostępne; od południa hall nad stacją 新宿新線 Shinjuku-Shinsen;
- Poziom -2 (oznaczony jako B2F): hala peronowa na 3 tory ślepe (dwa „perony dwukrawędziowe”);
- Poziom -5 (oznaczony jako B5F): peron wyspowy linii Toei-Shinjuku-sen i Keiō-Shinsen.

Nad poziomem -1 wznosi się własny dom towarowy kolei.

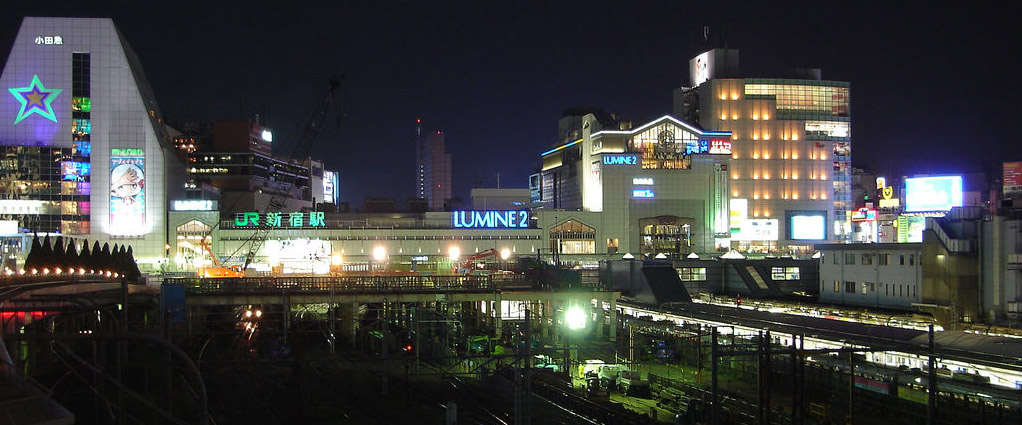
Dworzec wieczorem. Po lewej dom towarowy Odakyū, na wprost – Lumine kolei JR

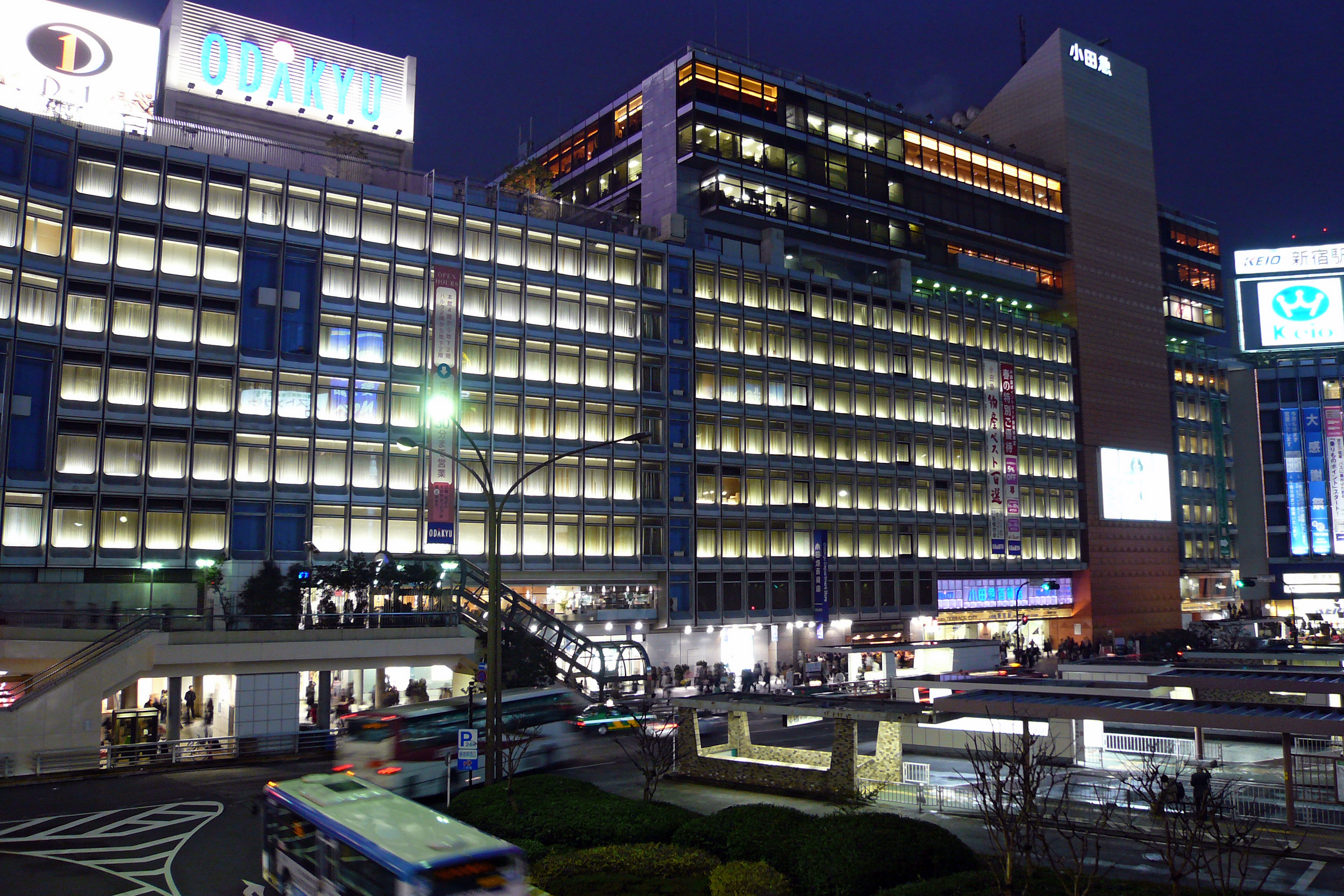
Zachodnia strona dworca wieczorem. Na parterze domu towarowego Odakyū znajduje się wejście na dworzec JR

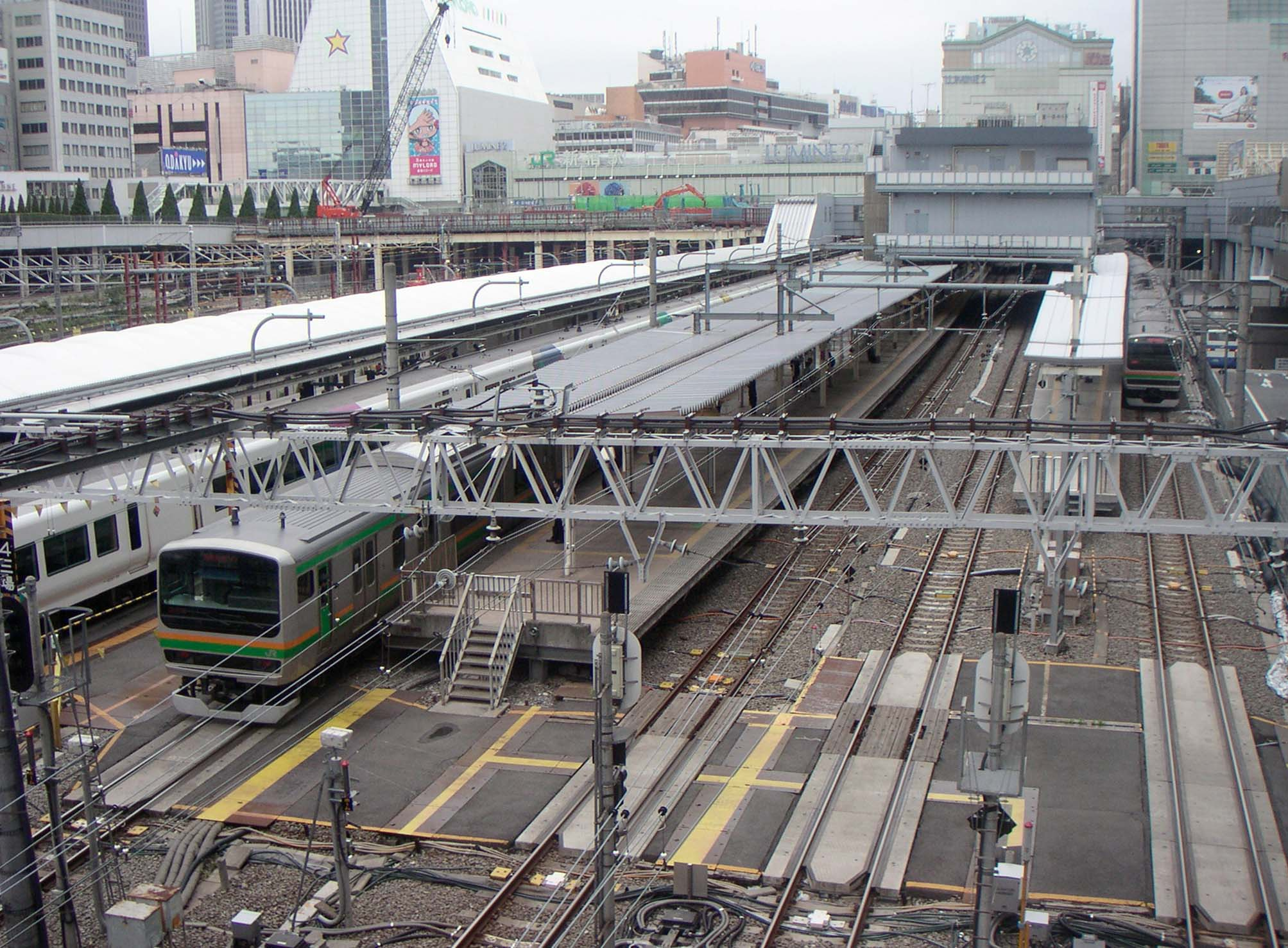
Perony dworca JR. Po lewej jeden z ekspresów linii Chūō

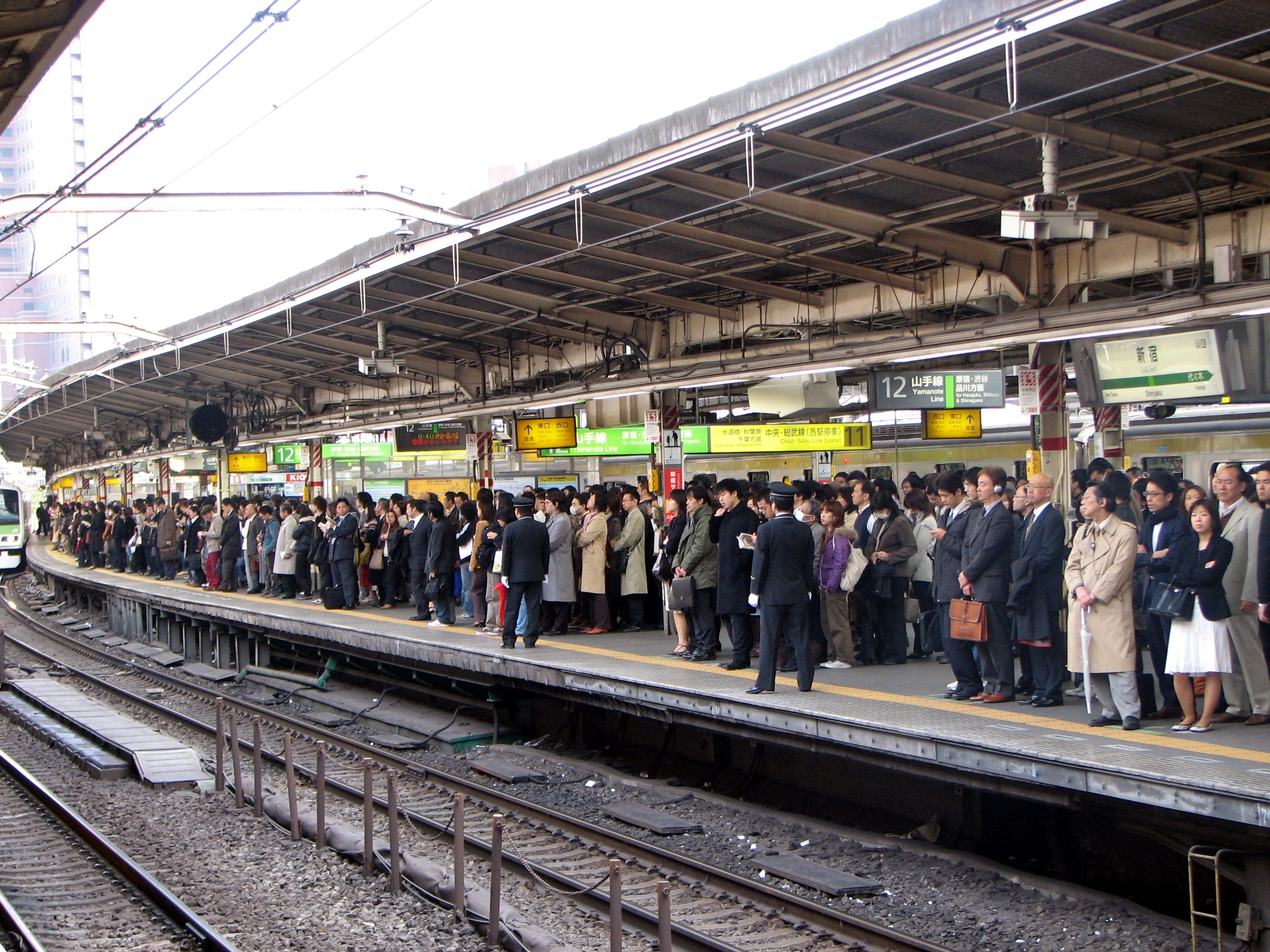
Godzina szczytu na peronie Yamanote-sen

Na południowy zachód od kompleksu stacji Toei-Shinjuku-sen znajduje się stacja linii Toei-Ōedo-sen (peron wyspowy na poziomie -7). Druga stacja na tej linii (新宿西口 Shinjuku Nishiguchi) znajduje się na północny wschód od kompleksu JR (nie można przejechać bezpośrednio pociągiem między tymi stacjami).
Dworzec kolei 西武鉄道 Seibu Tetsudō ma 1 peron wyspowy i 1 boczny (3 tory ślepe), położone nad ziemią.

## Integracja z transportem lokalnym
Większość pociągów obsługujących dworzec obsługuje także ruch wewnątrzmiejski i rozprowadza ruch aglomeracyjny w obrębie miasta.
Potoki osób przesiadających się na stacji Shinjuku zostały nieco ograniczone dzięki „przechodzeniu” części pociągów między siecią 京王 Keiō a linią metra 都営新宿線 Toei-Shinjuku-sen, między siecią 小田急 Odakyū a linią 東京メトロ千代田線 Tōkyō Metro Chiyoda-sen (stacja 代々木上原 Yoyogi-Uehara, czwarta przed Shinjuku), oraz również między linią JR中央線 JR Chūō-sen a linią 東京メトロ東西線 Tōkyō Metro Tōzai-sen (stacja 中野 Nakano, trzecia przed Shinjuku).
Przy stacji zlokalizowane są cztery stacje metra oraz dworzec autobusowy.

## Rys historyczny
Stacja Shinjuku została urządzona na ukończonej w 1885 r. linii obwodowej Yamanote-sen kolei prywatnej Nippon Tetsudō, łączącej linię Kolei Rządowych Shimbashi (Tokio) – Jokohama, otwartą 1872, z linią główną Nippon Tetsudō, otwartą w 1883. Shinjuku stało się stacją węzłową po budowie linii do Hachiōji (kolej prywatna 甲武鉄道 Kōbu Tetsudō; obecna Chūō-sen) w 1889. W latach 1894–1919 otwierano przedłużenie tej linii, łączące Shinjuku z centrum Tokio. Po jego ukończeniu dworzec znalazł się na skrzyżowaniu dwóch tras, których znaczenie wzrosło w wyniku rozwoju przestrzennego miasta. W 1904 r. Kōbu Tetsudō zelektryfikowała ruch podmiejski jako pierwsza kolej sieci krajowej w Japonii. W 1907 obie linie zostały zakupione przez państwo, w ramach upaństwowienia głównej sieci kolejowej kraju. Na przestrzeni ostatnich dekad perony JR zostały częściowo nadbudowane galerią o funkcjach dworcowo-usługowych oraz domem towarowym.
Koleje prywatne, mające dzisiaj dworce w kompleksie Shinjuku, są produktem ewolucji elektrycznych kolejek/tramwajów dojazdowych (電鉄 dentetsu). Kolej Keiō pierwotnie przekraczała linię Yamanote wiaduktem drogowym (w osi jezdni), by skończyć się w rejonie Shinjuku-3-chōme. Na początku lat 30. XX wieku zbudowano tam niewielki czołowy dworzec, z peronami przykrytymi małą halą. Około 1960 linię przełożono na niezależne torowisko i zakończono w obecnym miejscu. Nowy dworzec zajął dwie dolne kondygnacje własnego domu towarowego. Dworzec kolei Odakyū zbudowano w 1927, perony także przykryto małą stalową halą. Później dworzec całkowicie przebudowano i nadbudowano domem towarowym.
W 1959 do Shinjuku dociągnięto pierwszą linię metra, Marunouchi. W 1978 otwarto osobne, podziemne podejście linii Keiō (tzw. „nowa linia”, 　新線 Shinsen), które w 1980 połączono z nowo zbudowaną od strony miasta linią metra Toei-Shinjuku-sen. W 1997 od strony przedmieść zachodnich dociągnięto linię 都営大江戸線 Toei-Ōedo-sen, a w 2000 ukończono ją w całości, otwierając nową stację 新宿西口 Shinjuku-nishiguchi, położoną niemal na zakończeniu jej pętlicowej trasy.

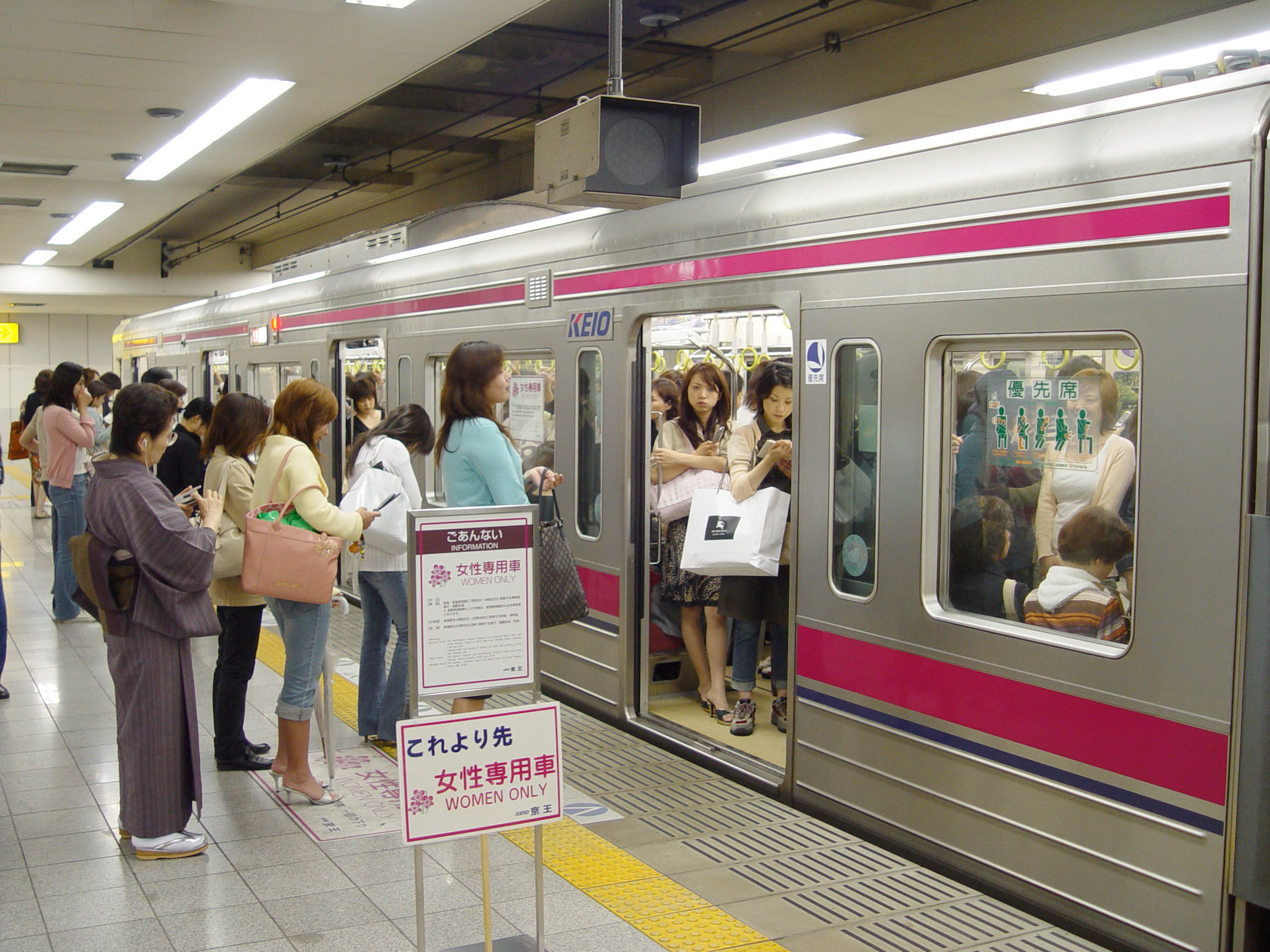
Wagon dla kobiet na Keiō-sen

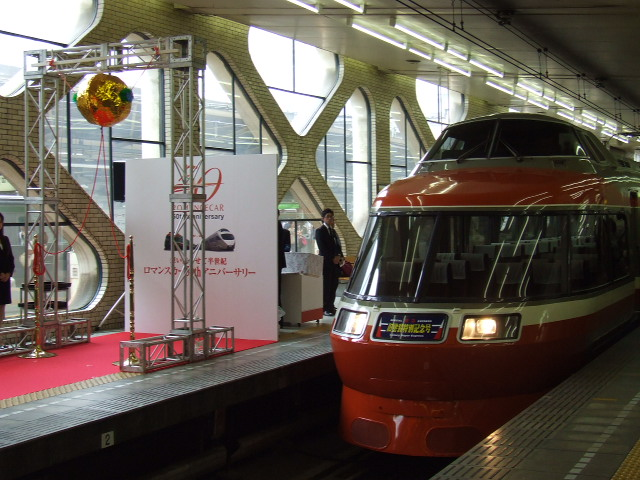
„Romance car” na dworcu Odakyū; jubileusz 50-lecia eksploatacji

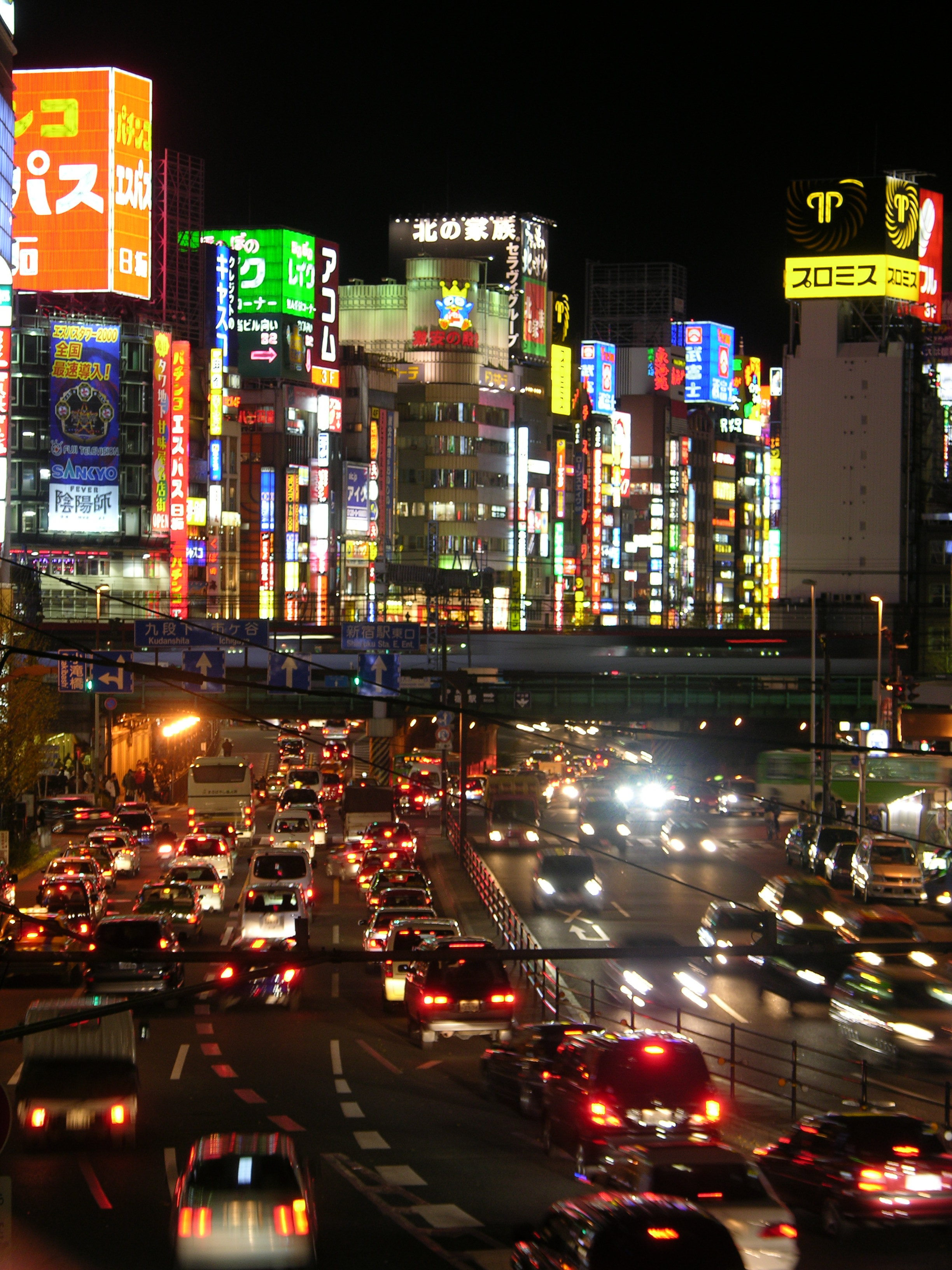
靖国通り Yasukuni-dōri z wiaduktem kolejowym, na którym znajduje się północna głowica dworca

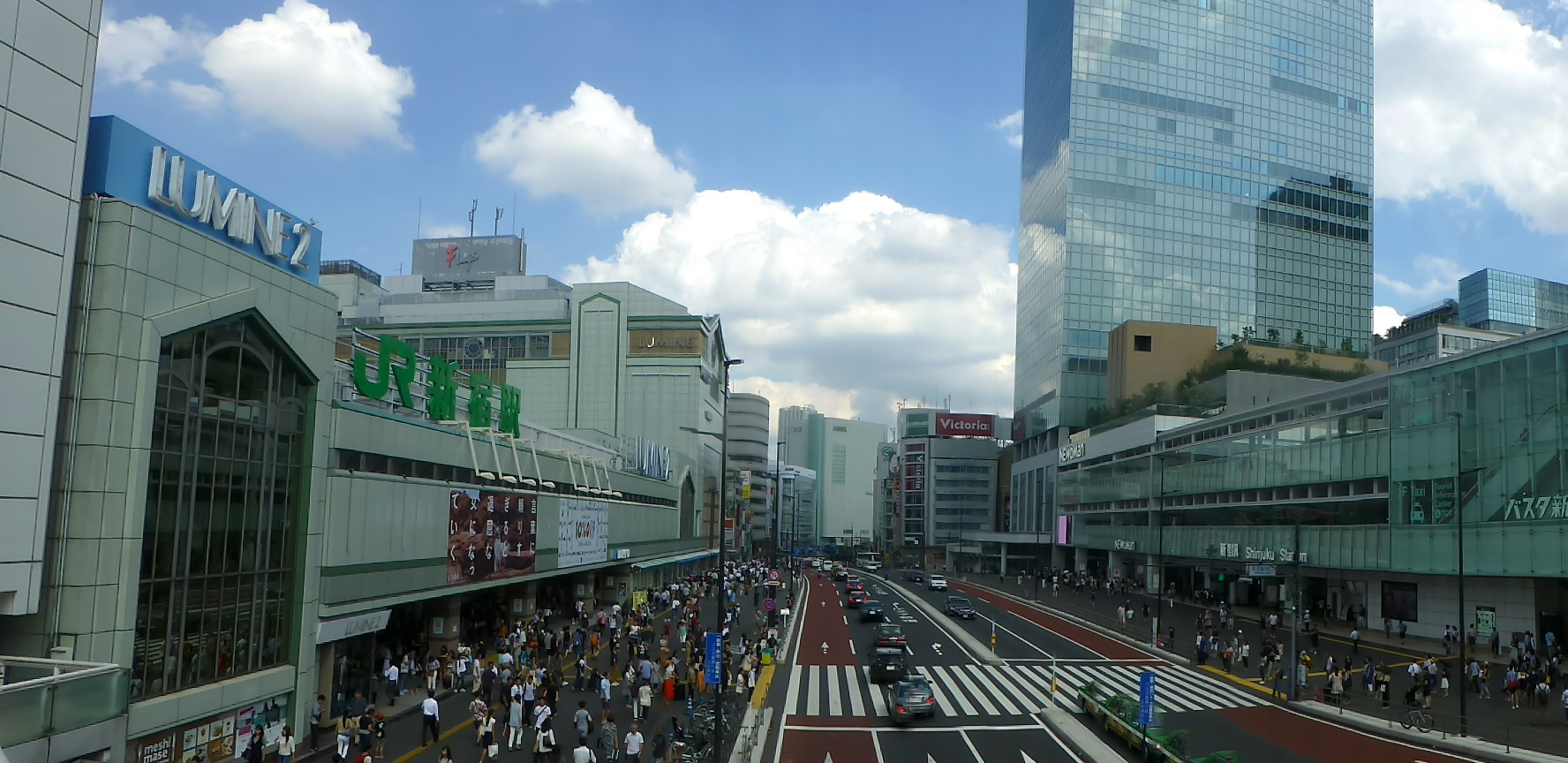
Dworzec Shinjuku (wyjście płd.) po lewej, terminal autobusowy po prawej (2016)

## Charakterystyka ruchu
JR Shinjuku jest dworcem węzłowym położonym na skrzyżowaniu linii okólnej Yamanote z dalekobieżną linią Chūō. Jest węzłem kolei aglomeracyjnych i regionalnych. Ruch dalekobieżny jest stosunkowo mały, ale dworzec jest stacją początkową (końcową) dla wszystkich ekspresów dalekobieżnych linii Chūō. Jego znaczenie wynika ponadto z sąsiedztwa największego w Tokio kompleksu biurowego oraz wielkiej dzielnicy rozrywki.
Liczba osób obsługiwanych w ciągu jednego dnia przedstawia się następująco: JR – 1500 tys., Odakyū – 490,1 tys., Keiō – 726,6 tys., metro Toei – 340,2 tys., Tōkyō Metro 238,4 tys., Seibu – 195,9 tys. Razem dworce obsługują średnio około 3,5 mln osób dziennie.
Liczba odprawianych pociągów w godzinę szczytu (8:00 – 8:59):
- dworzec JR – razem 190 pociągów, w tym 2 pośpieszne dalekobieżne; obciążenie poszczególnych linii:

中央総武線　Chūō-Sōbu-sen – 46 pociągów;
中央快速線　Chūō-Kaisoku-sen – 54 pociągi;
中央本線　Chūō-Honsen (dalekobieżna) – 2 pociągi (rozpoczynają bieg);
埼京線　Saikyō-sen – 25 pociągów (część rozpoczyna bieg);
湘南新宿ライン　Shōnan-Shinjuku-Line – 13 pociągów;
山手線　Yamanote-sen – 50 pociągów;
- dworzec Keiō:

24 pociągi rozpoczynające bieg na dworcu czołowym;
33 pociągi na przelotowej stacji podziemnej (także metro linii Shinjuku);
- dworzec Odakyū: 19 pociągów rozpoczynających bieg;
- dworzec Seibu: 25 pociągów rozpoczynających bieg.

Razem z kompleksu dworców Shinjuku w godzinie szczytu odprawia się 272 pociągi, nie licząc pociągów metra.